# Marc Wilmots
Marc Robert Wilmots (Jodoigne, 22 de fevereiro de 1969) é um treinador, político e ex-futebolista belga que atuava como meio-campista. Atualmente ocupa o cargo de diretor de futebol do Schalke 04.

## Carreira como jogador
Jogou durante muito tempo no Schalke 04, clube onde encerrou sua carreira. Pelos Azuis Reais, Wilmots conquistou a Copa da UEFA e a Copa da Alemanha. Também jogou quatro Copas do Mundo pela Seleção Belga, sendo que na de 2002 fez um belo gol de bicicleta contra o Japão. O jogador marcou três gols na competição, porém o que seria seu quarto gol na mesma, foi anulado pelo árbitro da partida.

## Carreira como treinador
Em 2012 assumiu o cargo de técnico da Seleção Belga, primeiramente como interino, depois de Georges Leekens ter abandonado o cargo. Sob o comando de Wilmots, a Bélgica apresentou um bom futebol e se qualificou para a Copa do Mundo FIFA de 2014, no Brasil.
Permaneceu no cargo até julho de 2016, após sofrer uma derrota por 3 a 1 para o País de Gales nas quartas de final da Eurocopa.
Assumiu a Seleção Marfinense em 21 de março de 2017, substituindo o francês Michel Dussuyer e assumindo os Elefantes na terceira fase das Eliminatórias da Copa do Mundo FIFA de 2018. Como não obteve êxito, deixou o cargo ao fim da competição, em novembro.

## Política
Logo após se aposentar dos gramados, iniciou sua carreira na política e foi eleito senador de direita (MR) com mais de 100 mil votos em 2003. Wilmots doou todo o lucro da campanha para obras de caridade. Poliglota, o ex-jogador fala perfeitamente os três idiomas nacionais (neerlandês, francês e alemão).

## Títulos

### Como jogador
KV Mechelen
- Supercopa da UEFA: 1988
- Campeonato Belga: 1988–89[9]
- Torneio de Amsterdã: 1989[carece de fontes?]
- Taça Jules Pappaert: 1990[10]

Standard de Liège
- Copa da Bélgica: 1993

Schalke 04
- Copa da UEFA: 1996–97
- Copa da Alemanha: 2001-02

Seleção Belga
- Prêmio Fair Play da FIFA: 2002[13]

### Prêmios individuais
- Revelação do Futebol Belga: 1989–90[14]
- Best Belgian Footballer Abroad: 2001 e 2002[15]
- Prêmio Nacional de Mérito Esportivo da Bélgica: 2002[16]
- Prêmio Chuteira de Ouro pelo Conjunto da Obra: 2002[17]
- Treinador Belga do Ano: 2013[18] e 2014[19]
- Prêmio Raymond Goethals: 2015[20]
- Melhor Treinador do Ano – Globe Soccer Awards: 2015[21]